# Microregiunea Paks
Microregiunea Paks (în maghiară Paksi kistérség) a fost o microregiune statistică (kistérség) din județul Tolna, Ungaria.
Cu o populație de 46.953 locuitori și o suprafață de 765,07 km2, aceasta a existat până în 2014, când în Ungaria, microregiunile ”kistérségek” au fost înlocuite de districte (járások).